# El brindis (pel·lícula de 2007)
El brindis és una pel·lícula mexicà-xilena de l'any 2007, dirigida per Shai Agosin en la que és la seva opera prima, i protagonitzada per Francisco Melo, Ana Serradilla i Pepe Soriano. Fou rodada a Viña del Mar i Santiago de Xile i fou produïda per Goliat Films.

## Sinopsi
La pel·lícula relata la història d'Emília, una fotògrafa mexicana que viatja a Xile a veure al seu pare a qui no ha vist en molt de temps. En aquest viatge coneix a la seva família, que la rep amb hipocresia. Intentant obtenir l'afecte d'Emília, el seu pare li fa conèixer David, qui viu una crisi i li fa passar major confusió en la seva cerca.

## Repartiment
- Ana Serradilla és Emilia.
- Pepe Soriano és Isidoro .
- Francisco Melo és David.

## Festivals
La pel·lícula va ser presentada en diversos festivals de cinema al voltant del món. Fou estrenada en la 19a edició del Festival Internacional de Cinema de Viña del Mar com a fora de concurs. Fou premiada en el Tulipes dels Estats Units com a Millor pel·lícula i al Festival Llatí de San Diego, pel Premi del Públic. A més va ser presentada, entre d'altres, a les seccions oficials de la XIV Mostra de Cinema Llatinoamericà de Lleida i del Festival de Cinema Iberoamericà de Huelva.